# Benjamin Orr
Benjamin Orzechowski, noto come Benjamin Orr (Lakewood, 8 settembre 1947 – Atlanta, 3 ottobre 2000), è stato un bassista e cantante statunitense nella band The Cars.

## Biografia
Nato da genitori di origini cecoslovacche, russe e tedesche, Benjamin Orr formò nel 1976 con Ric Ocasek, Greg Hawkes e il batterista David Robinson i The Cars, con cui cantò molti dei successi più noti, tra cui Just What I Needed, Let 's Go, Drive e Candy-O. Dopo aver ottenuto numerosi dischi di platino grazie alle hits composte con i The Cars, uscì il suo unico progetto solista The Lace nel 1986. Co-produsse la musica e i testi con la fidanzata di lungo corso, Diane Grey Page, riuscendo a piazzare in classifica nella top 40 americana la hit Stay the Night. Inoltre il video di Stay the Night raggiunse le prime posizioni nella classifica di MTV.
Nell'aprile 2000 gli venne diagnosticato un cancro al pancreas in stadio avanzato, condizione che lo portò ad un immediato ricovero. Nonostante ciò continuò ad esibirsi in concerti fino alla sua ultima apparizione pubblica nel settembre del 2000 ad Anchorage, in Alaska. Morì nella sua casa di Atlanta nell'ottobre 2000 a 53 anni.

## Discografia
Con The Grasshoppers
- 1965 - Mod Socks b/w Twin Beat (Sunburst 104, national U.S and Canada release on Warner Bros. 5607)
- 1965 - Pink Champagne (And Red Roses) b/w The Wasp (Sunburst 105)

Con i Milkwood
- 1973 - How's the Weather? (Paramount 6046)

Con The Cars
- 1978 - The Cars
- 1979 - Candy-O
- 1980 -  Panorama
- 1981 - Shake It Up
- 1984 - Heartbeat City
- 1985 - Greatest Hits
- 1987 - Door to Door

Solista
- 1986 - The Lace